# Beneharo
Beneharo (Tenerife, Siglo XV) fue un mencey aborigen guanche de la isla de Tenerife −Canarias−, mencey de Anaga durante los acontecimientos de la conquista castellana de la isla en el siglo xv.

## Antroponimia
Historiadores modernos creen que este antropónimo fue inventado por Antonio de Viana para su poema Antigüedades de las islas Afortunadas.
Sin embargo, otros autores consideran su verdadero origen guanche, siendo traducido por el filólogo Ignacio Reyes como 'viejo' desde una forma tamazight primaria we-n-ăwəssar.
El nombre aparece también en las fuentes con las variantes Bencharo, Benecharo, Benecaro, Benejaro y Benearo.

### Nombre cristiano
A pesar de que el historiador José de Viera y Clavijo dice que el mencey de Anaga fue bautizado con el nombre de Pedro de los Santos en la iglesia del Apóstol Santiago del Realejo Alto, las fuentes contemporáneas develan que tomó el de don Fernando de Anaga.

## Biografía

### Familia y descendencia
Según la tradición genealógica Beneharo era descendiente del primer mencey del territorio de Anaga, llamado Serdeto por Viana y Juan Núñez de la Peña y Beneharo I por Viera.
Quienes defienden que su nombre cristiano fue Pedro de los Santos indican que su esposa se llamó Leonor Sánchez.
Por documentos contemporáneos a la colonización se conservan los nombres de varios hijos de este mencey: don Diego, don Juan y don Enrique de Anaga. Los dos primeros acompañaron a su padre en el exilio, aunque Diego volvería a Tenerife. De don Enrique se sabe que fue hecho prisionero injustamente por el Adelantado y que más tarde se convirtió en defensor de los guanches libres maltratados por los conquistadores.
Para Juan Bethencourt Alfonso fue también hija del mencey Guacimara, que recibió en el bautismo el nombre de Ana Hernández y es personaje principal del poema de Viana por su romance con el príncipe de Taoro Ruymán.

### Antes de la conquista castellana
Según las fuentes contemporáneas, las moradas del mencey de Anaga se encontraban en las cuevas de Aguaite, en Los Campitos, así como en el valle de San Andrés.
Viana relata que Acaimo y Beneharo habían estado en guerra con el mencey Bencomo de Taoro durante más de treinta años a causa de haberse casado este con Hañagua, a quien también habían pretendido los caudillos de Tacoronte y Anaga, haciendo las paces poco antes de la llegada del ejército conquistador al mando de Alonso Fernández de Lugo en 1494.

### Durante la conquista
El mencey Beneharo pactó paces en 1492 con Lope de Salazar, quien había sido enviado por el gobernador de Gran Canaria Francisco Maldonado. Sin embargo, a la llegada de Alonso Fernández de Lugo en 1494 hubo de enviar el conquistador a Fernando Guanarteme a concertar nuevas paces, pues pocos meses antes se había cometido una incursión esclavista en Anaga, haciendo que el mencey retirara su apoyo a los europeos. Gracias a las negociaciones del antiguo guanarteme de Gáldar, y a que Alonso había traído consigo a los guanches esclavizados, Beneharo renovó las paces, manteniendo una actitud de neutralidad durante la campaña militar.
Concluida la conquista, Beneharo fue llevado a España por Alonso Fernández de Lugo para ser presentado ante los Reyes Católicos junto con el resto de menceyes. Retornó luego a Tenerife, pero fue desterrado en 1497 a la isla de Gran Canaria por mandato real, estableciéndose en Arguineguín junto a un nutrido grupo de guanches de Anaga entre los que se encontraban dos de sus hijos. Esta «colonia» guanche continuó manteniendo su estilo de vida tradicional a pesar de las quejas de sus vecinos.
El mencey presentó quejas a la Corte contra Alonso Fernández de Lugo a raíz de que este no le dejó llevarse a Gran Canaria sus ganados y a dos esclavos parientes suyos que previamente había comprado. Volvería a Tenerife años más tarde, pues aparece como testigo de algunos actos protocolarios entre 1522 y 1525.

## Leyenda delMencey Loco
El historiador Juan Núñez de la Peña fue el primero en relatar la historia de la incursión de doce soldados castellanos por el bando de Anaga. Según este, los soldados saquearon los valles de Igueste y Taganana de ganado y pastores, pero a la vuelta hacia el real de Añazo fueron detenidos por doscientos guanches capitaneados por el mencey. Los soldados consiguieron hacer huir a los guanches, quedando solo Beneharo contra los doce, decidiendo despeñarse «con riesgo de matarse». Más tarde, Viera y Clavijo complementa el relato con otros pormenores como que el mencey «había convalecido de la alteración de su juicio» y que moría en la refriega al lanzarse de un cerro antes de dejarse prender.
Ya en la década de 1970 la leyenda se popularizó con la obra discográfica de Los Sabandeños titulada La Cantata del Mencey Loco, basada a su vez en el poema de 1927 La Tierra y La Raza del poeta tinerfeño Ramón Gil-Roldán.La letra de La Cantata del Mencey Loco se puede encontrar aquí